# Катания (залив)
Ката́ния (итал. Golfo di Catania) — залив западной части Ионического моря, вдается в восточное побережье острова Сицилия между мысом Мулини на севере и мысом Камполато на юге, примерно, на 8 км. Длина залива составляет около 32 км. С западной стороны в залив Катания впадают реки Симето и Сан-Леонардо.
Главный порт располагается в одноимённом городе на северо-западном берегу залива.